# Канон (Џорџија)
Канон (Џорџија) (енгл. Canon) град је у америчкој савезној држави Џорџија. По попису становништва из 2010. у њему је живело 804 становника.

## Демографија
Према попису становништва из 2010. у граду је живело 804 становника, што је 49 (6,5%) становника више него 2000. године.
| Група             | 2000.       | 2010.       |
| Белци             | 712 (94,3%) | 705 (87,7%) |
| Афроамериканци    | 19 (2,5%)   | 23 (2,9%)   |
| Азијати           | 2 (0,3%)    | 8 (1,0%)    |
| Хиспаноамериканци | 9 (1,2%)    | 53 (6,6%)   |
| Укупно            | 755         | 804         |